# Гарріт ван Еттековен
Гарріт ван Еттековен (нід. Harriet van Ettekoven, 6 січня 1961) — нідерландська академічна веслувальниця.
Бронзова призерка Олімпійських Ігор 1984 року в складі вісімки, учасниця 1988, 1992 років.